# Паневская
Паневская — деревня в Прилузском районе республики Коми в составе сельского поселения Объячево.

## География
Находится на левобережье Лузы на расстоянии примерно 5 км на запад-северо-запад по прямой от центра района села Объячево.

## История
Известна с 1725 года. В 1859 году отмечалась как  Паневская (Керос) при речке Пожме. В переводе с коми керöс «возвышенность; гора». В 1930 году отмечено 70 хозяйств и 380 жителей.

## Население
Постоянное население  составляло 133 человека (коми 81%) в 2002 году, 118 в 2010 .